# Olympische Sommerspiele 1932/Leichtathletik – 5000 m (Männer)

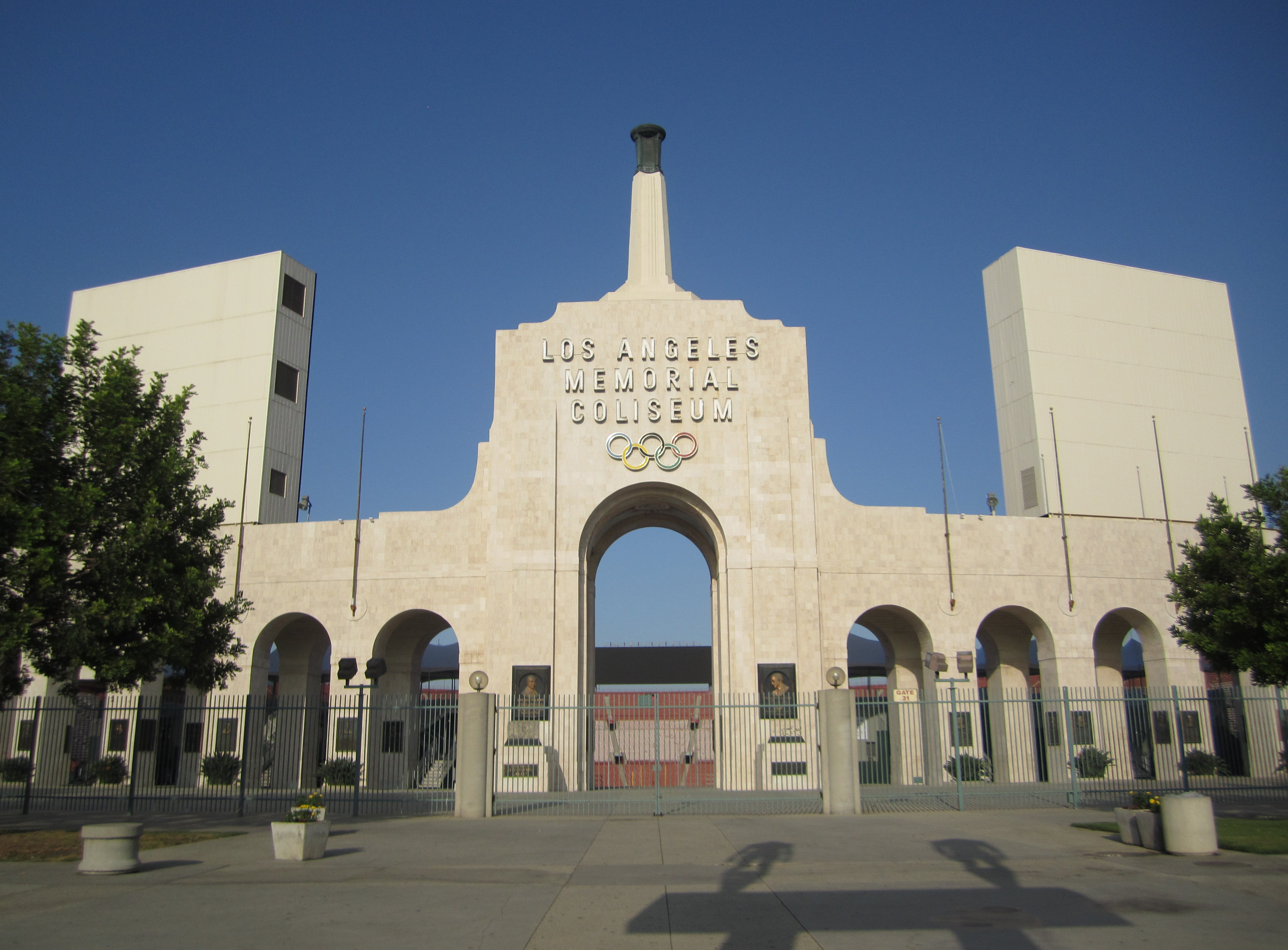
Eingang zum Los Angeles Memorial Coliseum

Der 5000-Meter-Lauf der Männer bei den Olympischen Spielen 1932 in Los Angeles wurde am 2. und 5. August 1932 im Los Angeles Memorial Coliseum ausgetragen. Achtzehn Athleten nahmen teil.
Olympiasieger wurde der Finne Lauri Lehtinen vor dem US-Amerikaner Ralph Hill und dem Finnen Lasse Virtanen.

## Rekorde

### Bestehende Rekorde
| Weltrekord         | 14:17,0 min | Lauri Lehtinen ( Finnland) | Helsinki, Finnland          | 19. Juni 1932 |
| Olympischer Rekord | 14:31,2 min | Paavo Nurmi ( Finnland)    | Finale OS Paris, Frankreich | 10. Juli 1924 |

### Rekordverbesserung
Sowohl der finnische Olympiasieger Lauri Lehtinen als auch der US-amerikanische Olympiazweite Ralph Hill verbesserten den bestehenden olympischen Rekord um 1,2 Sekunden auf 14:30,0 min.

## Durchführung des Wettbewerbs
Die Läufer traten am 2. August zu zwei Vorläufen an. Die jeweils sieben besten Teilnehmer – hellblau unterlegt – qualifizieren sich für das Finale am 5. August. Nur insgesamt vier Teilnehmer schieden aus.

## Vorläufe
Datum: 2. August 1932

### Vorlauf 1
| Platz | Name                 | Nation         | Zeit        | Anmerkung |
| ----- | -------------------- | -------------- | ----------- | --------- |
| 1     | Ralph Hill           | USA            | 14:59,6 min |           |
| 2     | Lauri Lehtinen       | Finnland       | 15:05,5 min |           |
| 3     | Jean-Gunnar Lindgren | Schweden       | 15:06,0 min |           |
| 4     | Lasse Virtanen       | Finnland       | 15:06,4 min |           |
| 5     | John Savidan         | Neuseeland     | 15:08,2 min |           |
| 6     | Alex Hillhouse       | Australien     | 15:14,0 min |           |
| 7     | Daniel Dean          | USA            | 15:19,6 min |           |
| 8     | George Bailey        | Großbritannien | k. A.       |           |
| 9     | Kitamoto Masamichi   | Japan          | k. A.       |           |
| DNF   | Juan Morales         | Mexiko         |             |           |

### Vorlauf 2
| Platz | Name               | Nation          | Zeit        | Anmerkung |
| ----- | ------------------ | --------------- | ----------- | --------- |
| 1     | Alec Burns         | Großbritannien  | 15:25,8 min |           |
| 2     | Paul Rekers        | USA             | 15:34,6 min |           |
| 3     | Erik Pettersson    | Schweden        | 15:36,4 min |           |
| 4     | Roger Rochard      | Frankreich      | 15:37,8 min |           |
| 5     | Scotty Rankine     | Kanada          | 15:39,6 min |           |
| 6     | Max Syring         | Deutsches Reich | 15:48,5 min |           |
| 7     | Shoichiro Takenaka | Japan           | 15:56,0 min |           |
| 8     | Valentín González  | Mexiko          | 16:00,0 min |           |

## Finale
Datum: 5. August 1932
| Platz | Name                 | Nation          | Zeit        | Anmerkung |
| ----- | -------------------- | --------------- | ----------- | --------- |
| 1     | Lauri Lehtinen       | Finnland        | 14:30,0 min | OR        |
| 2     | Ralph Hill           | USA             | 14:30,0 min | OR        |
| 3     | Lauri Virtanen       | Finnland        | 14:44,0 min |           |
| 4     | John Savidan         | Neuseeland      | 14:49,6 min |           |
| 5     | Jean-Gunnar Lindgren | Schweden        | 14:54,7 min |           |
| 6     | Max Syring           | Deutsches Reich | 14:59,0 min |           |
| 7     | Alec Burns           | Großbritannien  | 15:04,4 min |           |
| 8     | Daniel Dean          | USA             | 15:08,5 min |           |
| 9     | Erik Pettersson      | Schweden        | 15:13,4 min |           |
| 10    | Alex Hillhouse       | Australien      | 15:15,0 min |           |
| 11    | Scotty Rankine       | Kanada          | 15:24,0 min |           |
| 12    | Shoichiro Takenaka   | Japan           | 17:20,0 min |           |
| DNF   | Paul Rekers          | USA             |             |           |
| DNF   | Roger Rochard        | Frankreich      |             |           |

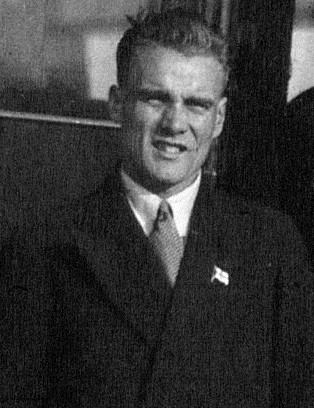
Lauri Lehtinen – ein etwas umstrittener Olympiasieger

Die Finnen Lauri Lehtinen als Weltrekordler und Lasse Virtanen galten als Topfavoriten auf den Olympiasieg. Lehtinen gewann am Schluss tatsächlich auch die Goldmedaille, aber sein Verhalten auf der Zielgeraden ließ bei ihm ein wenig die Sportlichkeit und den olympischen Geist vermissen.
Die beiden Finnen machten wie erwartet von Beginn an Tempo, Läufer um Läufer des restlichen Feldes fiel nach und nach zurück. Bei Streckenhälfte konnten nur noch John Savidan, Jean-Gunnar Lindgren und Ralph Hill folgen. Nachdem Savidan und Lindgren den Anschluss verloren hatten, wurde es überraschend auch für Virtanen zu schnell. Nur Hill ließ sich nicht abschütteln und wurde von den Zuschauern jetzt lautstark angefeuert. Auf der Zielgeraden setzte der US-Amerikaner zweimal zum Überholen an. Zunächst wollte er links vorbei, doch Lehtinen zog im selben Moment nach links und versperrte ihm den Weg. Anschließend spielte sich die gleiche Szene auf der rechten Seite ab. Beide Läufer erreichten das Ziel zeitgleich mit olympischem Rekord, Lehtinen hatte jedoch einen winzigen Vorsprung. Von den Zuschauern wurde er angesichts seines unfairen Verhaltens ausgebuht. Doch der Stadionsprecher konnte die Situation wieder beruhigen. Die Kampfrichter berieten sich lange bezüglich der Frage einer Disqualifikation des Finnen. Trotz des eindeutig regelwidrigen Verhaltens wurde ihm die Goldmedaille schließlich zuerkannt.
Die Siegerehrung fand erst am folgenden Tag statt. Offensichtlich hatte die finnische Mannschaftsführung ihrem Läufer Weisungen dazu erteilt, denn Lehtinen wollte Hill mit auf die oberste Stufe des Siegerpodests nehmen. Dieser jedoch lehnte das ab mit dem Hinweis, dass er das Abdrängen als unabsichtlich sehe. Lehtinen steckte seinem Kontrahenten daraufhin die finnische Mannschaftsnadel an und Hill revanchierte sich seinerseits mit derselben Geste. Das Publikum jubelte angesichts dieser versöhnenden Sportlichkeit.
Ralph Hill erlief die erste US-amerikanische Medaille in dieser Disziplin.

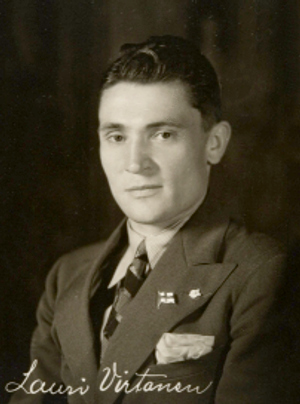
Bronzemedaillengewinner Lauri Virtanen
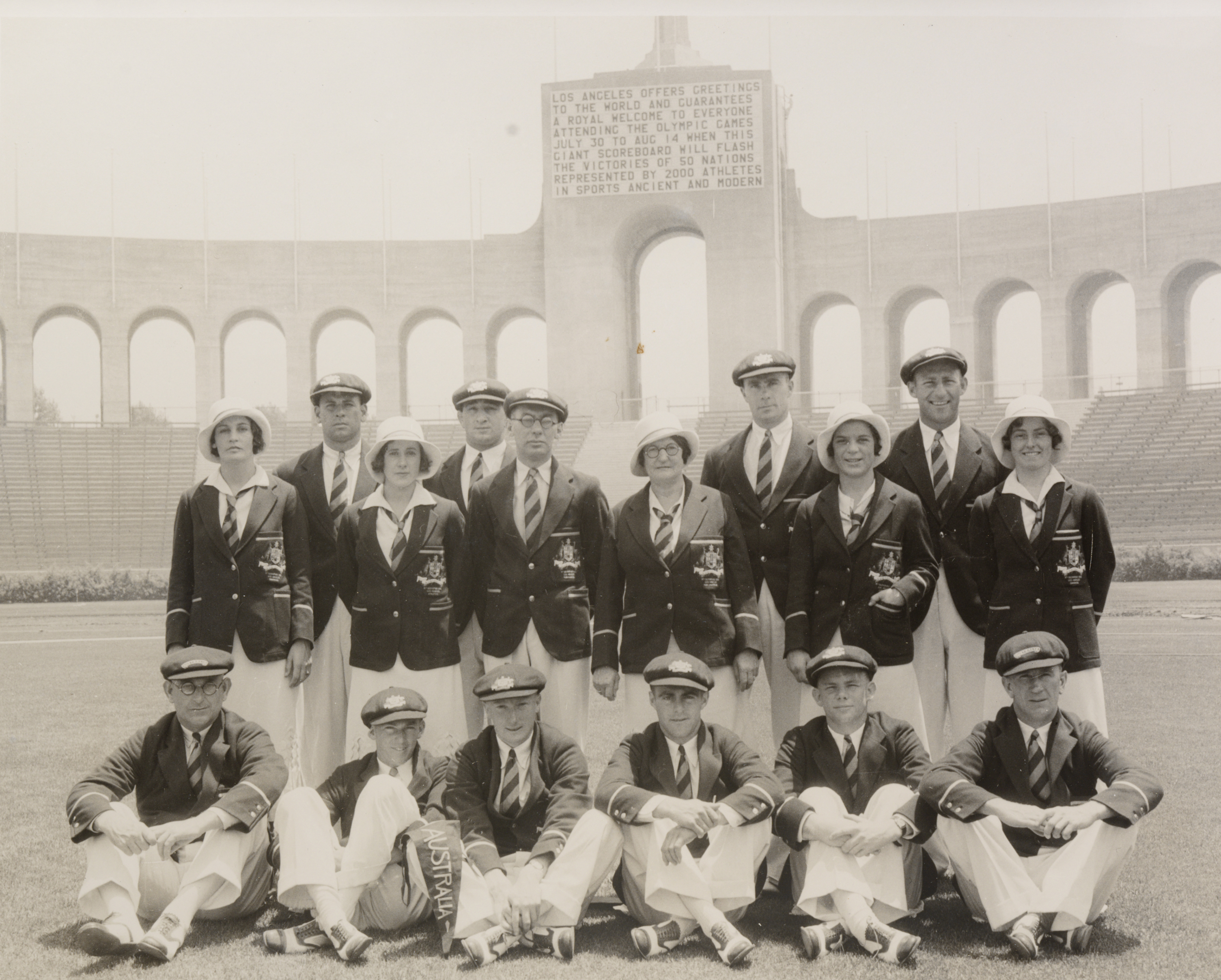
Alex Hillhouse – hier sitzend als Zweiter von links im australischen Olympiateam – belegte Rang zehn
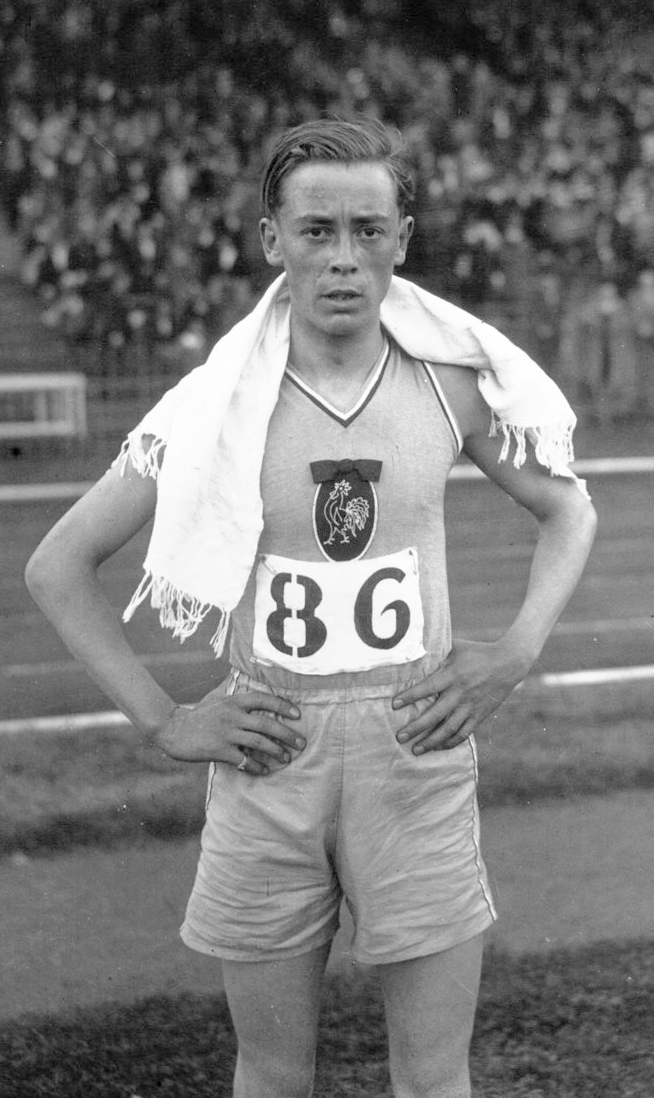
Roger Rochard – zwei Jahre später erster Europameister über 5000 Meter – gab das Rennen vorzeitig auf

## Videolinks
- Olympics - 1932 Los Angeles - Track Mens 5000m - FIN Lauri Lehtinen & USA Ralph Hill imasportsphile, youtube.com, abgerufen am 3. Juli 2021
- LOS ANGELES X OLYMPIC GAMES 1932 TRACK & FIELD SILENT NEWSREEL 86554b MD, Bereich: 17:53 min bis 18:39 min, youtube.com, abgerufen am 3. Juli 2021